# Robert Gallo

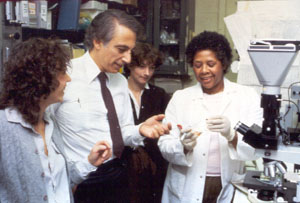
Robert C. Gallo mit Mitarbeitern (Anfang der 1980er Jahre)

Robert Charles Gallo (* 23. März 1937 in Waterbury, Connecticut) ist ein US-amerikanischer Virologe.

## Leben
1959 absolvierte Gallo das Providence College als B.A. Am Jefferson Medical College wurde er 1963 zum Doktor der Medizin promoviert. Danach war er ab 1965 30 Jahre an den National Institutes of Health in Bethesda (Maryland) tätig, wo er von 1972 an das Tumorzellbiologielabor (TCBL) des National Cancer Institute leitete. Seit 1996 ist er Direktor des Institute of Human Virology des University of Maryland Biotechnology Institute (IHV).

## Wissenschaftliche Leistungen
Robert Gallo wurde berühmt als Entdecker der ersten menschlichen Retroviren (HTLV-1 = humanes T-lymphotropes Virus 1 und HTLV-2 = humanes T-lymphotropes Virus 2) Anfang der 1980er Jahre. 1983 wurden ihm vom französischen Virologen Luc Montagnier und dessen Mitarbeiterin Françoise Barré-Sinoussi des Pariser Institut Pasteur Proben eines weiteren Retrovirus zugesendet, das von ihm anfangs als „HTLV-III“ bezeichnet wurde (Montagnier nannte es „LAV“ = Lymphadenopathie-assoziiertes Virus). Später erhielt es den Namen HIV-1 (humanes Immundefizienzvirus 1).

## Streit um HIV-Entdeckung
Bei HIV entspann sich ein Prioritätenstreit zwischen Montagnier und Gallo, der regelrechte politische Dimensionen annahm (unter anderem war er Thema eines Gipfeltreffens zwischen Premierminister Jacques Chirac und Präsident Ronald Reagan). Dabei ging es auch um die patentrechtliche Nutzung eines neu entwickelten serologischen (Antikörper)Tests für den Nachweis einer HIV-Infektion. 1991 trat Gallo von seinem Anspruch der Erstentdeckung von HIV zurück. Heute wird dem Team von Luc Montagnier die Erstentdeckung zugeschrieben. Entsprechend wurde der Medizin-Nobelpreis 2008 Montagnier und Barré-Sinoussi – nicht jedoch Gallo – zuerkannt.

## Lebenserfahrung und Wissenschaft
Nach seiner Autobiografie war der Tod seiner kleinen Schwester im Kindesalter an Leukämie ein prägendes Ereignis, das maßgeblich und frühzeitig sein Interesse an der Krebsforschung geweckt hat. Seit etwa Ende der 1960er Jahre konzentrierte Gallo seine Forschung auf mögliche menschliche Tumorviren als Auslöser von bösartigen Erkrankungen. In den 60er und 1970er Jahren glaubten viele Forscher, dass ein wesentlicher Teil der Krebserkrankungen bei Menschen durch Viren verursacht sei. Bei vielen Tierspezies hatte man solche Viren gefunden, z. B. das Murine Leukämievirus (ebenfalls ein Retrovirus). Anfang der 1970er Jahre wurde die Genetik der Retroviren aufgeklärt. Die Suche nach menschlichen Retroviren verlief jedoch trotz großer Anstrengungen und großem Ressourcenaufwand lange Zeit ergebnislos. Ende der 1970er Jahre hatten die meisten Wissenschaftler die Idee von möglichen menschlichen Retroviren bereits ad acta gelegt und Forscher, die sich immer noch damit befassten, galten zunehmend als Außenseiter. Die Entdeckung der HTL- und kurz darauf der HI-Viren war eine Sensation und gab der Retrovirus-Forschung erneuten Auftrieb. Gemeinsam mit Luc Montagnier wurde Gallo 1988 für die Entdeckung des HI-Virus mit dem Japan-Preis ausgezeichnet; 2009 erhielt er den mit $1 Mio. dotierten Dan-David-Preis.

## Nicht-Zuerkennung des Nobelpreises und die Kritik daran
Den Nobelpreis für Physiologie oder Medizin des Jahres 2008 erhielten ausschließlich Montagnier und Barré-Sinoussi „für die Entdeckung des humanen Immundefizienz-Virus“, wie es in der Begründung des Nobelkomitees hieß. Die Tatsache, dass Gallo hier nicht mit berücksichtigt wurde, ist von namhaften Virologen kritisiert worden. Nach einem Bericht der Süddeutschen Zeitung erwiderte darauf das Mitglied des Nobelpreis-Komitees Bo Angelin: „Hätten wir den geringsten Zweifel gehabt, ob mehr Wissenschaftler entscheidend an dieser Entdeckung [des HI-Virus] beteiligt waren, hätten wir bestimmt niemand ausgeschlossen.“

## Weitere Leistungen
In der Arbeitsgruppe von Robert Gallo wurde außerdem das Zytokin Interleukin-2 und 1986 das humane Herpesvirus Typ 6 (HHV-6), der Erreger des Drei-Tage-Fiebers (Roseola infantum), entdeckt.
Für seine Arbeiten gewann Gallo zahlreiche Auszeichnungen, unter anderem den Albert Lasker Award for Basic Medical Research 1982 (zusammen mit John Michael Bishop, Raymond L. Erikson, Hidesaburō Hanafusa, Harold E. Varmus), den Charles S. Mott Prize 1984, den Albert Lasker Award for Clinical Medical Research 1986 (zusammen mit Luc Montagnier), einen Gairdner Foundation International Award 1987, den Warren Alpert Foundation Prize 1997 und den Paul-Ehrlich-und-Ludwig-Darmstaedter-Preis 1999.
1988 wurde er in die National Academy of Sciences gewählt.